# ایسخاک
ایسخاک (انگلیسی: Iskhak) یک شهرک در شهرستان یانائولسکی استان باشقیرستان کشور روسیه است.